# Mjälahults kapell
Mjälahults kapell är en byggnad i trä med intilliggande klockstapel som tidigare använts som kyrkobyggnad. Den är från 1923 och belägen i Mjälahult i Torups socken. Byggnaden är sedan 2000-talet inte i bruk som kyrka och används efter avsakralisering åtminstone sedan 2015 som privatbostad.
Mjälahult var i början av 1900-talet centrum i en vidsträckt bygd kallad Örken. Det tog lång tid att ta sig på dåliga vägar till kyrkan i Torup, varför ett kapell uppfördes 1923. Kapellet är ritat av prosten Richard Conricus (1856–1930).
Kapellet är en vinkelbyggnad sammanbyggd med Mjälahults skola som togs i bruk 1906. Kapelldelen uppfördes 1923 i samband med ombyggnad av skolan och lärarinnebostaden. Skolverksamhet bedrevs mellan 1906 och 1952.